# Issensac

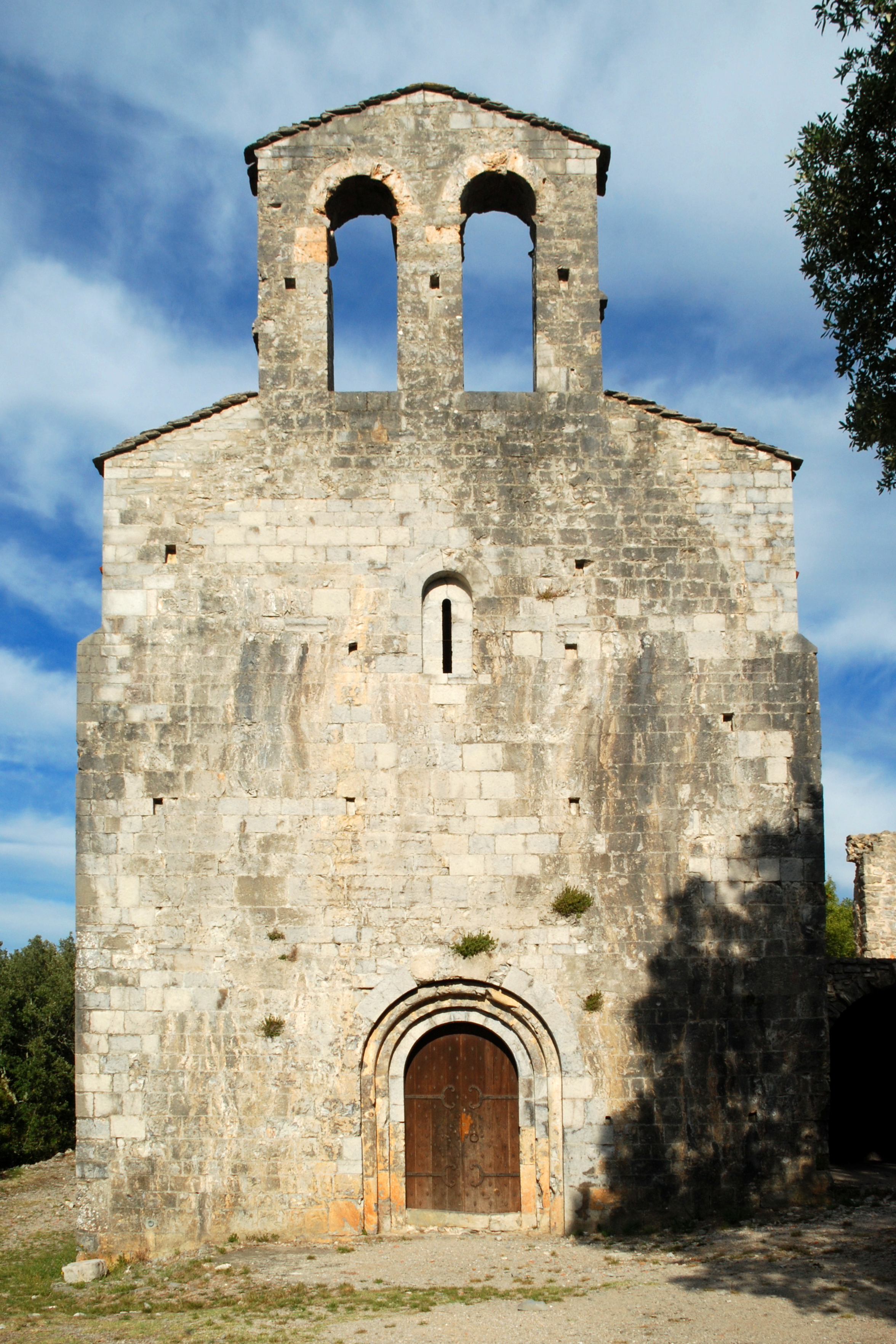
Chapelle Saint-Étienne d'Issensac

Issensac est un lieu-dit de la commune de Brissac, dans le département français de l'Hérault en région Occitanie.

## Histoire
Jadis siège d'une paroisse desservant les métairies environnantes, il constituait également un point de passage important sur l'Hérault.
Issensac n'est plus représenté que par sa chapelle romane, ancien prieuré datant du XIIe siècle, et par le pont gothique en pierres, remontant probablement au XIVe siècle.

## Activités
La chapelle accueille des manifestations culturelles et le pont est une destination de baignades estivales.